# Fuquay-Varina
Fuquay-Varina ist eine Kleinstadt (Town) im Wake County des US-Bundesstaates North Carolina. Die Einwohnerzahl beträgt 30.324 (Stand 2019). Fuquay-Varina ist Teil der Metropolregion Durham-Chapel Hill.

## Geschichte
Der Name mit Bindestrich zeugt von der Geschichte der Stadt als zwei separate Städte. Fuquay Springs und Varina fusionierten 1963 zu der heutigen Stadt. Wirtschaftlich wuchs die Stadt zunächst durch den Tabakhandel und die Landwirtschaft, verzeichnete aber in jüngster Zeit aufgrund der Nähe zum Research Triangle Park verstärktes Bevölkerungswachstum und Immobilienentwicklung.

## Demografie
Nach der Schätzung von 2019 leben in Fuquay-Varina 30.324 Menschen. Die Bevölkerung teilte sich im selben Jahr auf in 77,3 % Weiße, 15,1 % Afroamerikaner, 0,2 % amerikanische Ureinwohner, 2,2 % Asiaten und 3,6 % mit zwei oder mehr Ethnizitäten. Hispanics oder Latinos aller Ethnien machten 9,6 % der Bevölkerung aus. Das mittlere Haushaltseinkommen lag bei 79.000 US-Dollar und die Armutsquote bei 7,0 %.